# Agelaos (Sohn des Temenos)
Agelaos (altgriechisch Ἀγέλαος Agélaos) ist eine Person der griechischen Mythologie.
Er ist ein Sohn des über Argos herrschenden Herakliden Temenos und Bruder des Eurypylos, des Kallias und der Hyrnetho. Temenos bevorzugt seine Tochter Hyrnetho und ihren Gatten Deiphontes vor seinen Söhnen, woraufhin diese beschließen ihn ermorden zu lassen. Da das Heer sich aber gegen sie ausspricht, wird Deiphontes zum Nachfolger seines Schwiegervaters bestimmt. Bei einer fragmentarisch erhaltenen Variante des Mythos bei Ephoros nimmt Agelaos nicht am Anschlag seiner Brüder teil.